# Кемтрејлс теорија завере
Кемтрејлс (енгл. Chemtrail од chemical: хемикалија и trail: траг), по теорији завере траг који авиони остављају за собом, а садржи хемијске или биолошке агенсе намерно распршене по небу у сврхе неоткривене општој јавности, а којима управљају тајне службе САД и европских западних држава. Заговорници ове теорије тврде да авиони не остављају дуготрајне трагове под нормалним условима. Овај аргумент одбацује научна заједница: такви су трагови нормални водени кондензациони трагови које авиони у високом лету рутински остављају за собом под одређеним атмосферским условима. Заговорници су доказали присуство одређених хемикалија, но њихове анализе су већином оспорене као мањкаве или погрешно интерпретиране.
Због популарности ове теорије, службене агенције САД и др. земаља примају многе захтеве у којима грађани траже објашњење. Научници и владини службеници широм света на њих одговарају, понављајући да су наводни кемтрејл заправо ништа друго него нормални авионски трагови.
Заговорници ове теорије спекулишу да би сврха наводног испуштања хемикалија могла бити управљање Сунчевим зрачењем, психолошка манипулација, смањење човечије популације контрола временских услова или биолошко или хемијско ратовање, те да трагови узрокују респираторне болести и остале здравствене проблеме. Овакви трагови се јављају на великим висинама (8–16 км), а свака хемикалија испуштена на таквој висини нешкодљиво би се распршила и пала много стотина километара далеко или би се разградила пре него што би дотакнула тло.